# Fantasía y fuga en sol menor, BWV 542

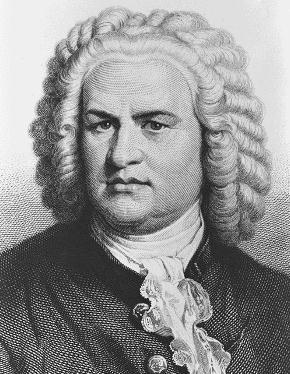
Johann Sebastian Bach.

La Fantasía y fuga en sol menor, BWV 542 es una pieza escrita para órgano por el compositor barroco alemán Johann Sebastian Bach.

## Historia
Se calcula que la fantasía y la fuga fueron compuestas por separado. Se cree que la fuga fue compuesta durante la estancia del músico en Weimar (1708-1717), mientras que la fantasía la escribió cuando residía en Köthen (1717-1723), en la época en la que Johann Sebastian Bach era maestro de capilla y director de música de cámara del príncipe Leopold de Anhalt-Cöthen, en ese periodo no le presto mucha atención a la música de órgano.
Según Felipe Spitta, Bach compuso la Fantasía y fuga en sol menor para ganar una audición de un puesto de organista en San Jacobo, Hamburgo en 1720. La ejecutó en la iglesia de Santa Catalina, en la destacable audición se encontraba Johann Adam Reincken. Sin embargo, Bach no quedó porque no llegó a tiempo con la licencia, pero él se quedó con una pieza que con el paso del tiempo llegó a ser considerada una de las mejores de su repertorio organístico.
Está basada en una pequeña melodía popular animada llamada "Ick ben Gegroet", mientras que la fuga está basada en "Hortus Musics" (1687), canciones de origen holandés.
Franz Liszt hizo una transcripción para piano de esta pieza.

## Análisis

### Fantasía
La fantasía tiene una estructura muy inusual, con partes que reflejan «destellos de loco genio de la improvisación» alternadas con pasajes de serenidad y tranquilidad. Muchas veces se cita a la fantasía como un preludio, pero también se lo puede considerar una tocata con dos secciones de fuga.
La atmósfera de la pieza remite a un claro barroco de la época en que la fantasía fue escrita. Existe un parecido con la Fantasía y fuga en re menor, BWV 903 (de la serie de fantasías cromáticas), escrita para clavecín.
Comienza con un acorde mantenido en la segunda voz y una nota pedal, lo que da un gran volumen al comienzo de la pieza. Después, aparece una melodía armada principalmente con fusas, semicorcheas y a veces corcheas, para luego arribar a la mismo citado anteriormente: un acorde en do mayor, una nota pedal (siempre es un mi) y una corchea en la primera voz de que cuando se silencian las últimas dos voces, la voz más aguda continua su melodía en una serie de fusas, todo mantenido en la misma plica. Esta estructura se repite seis veces, pero con ciertas diferencias melódicas. Luego, la melodía principal se va trazando de la primera a la segunda voz (el organista prácticamente recorre todo el manual con las manos), todo está armado solamente por fusas, con un mi en el pedal que se prolonga por un tiempo.
A continuación de toda esa secuencia aparece un pequeño silencio, seguido de una nota pedal (solo) y de una secuencia melódica muy diferente a lo anterior, que brinda una atmósfera más tranquila, lenta y melancólica, en donde hay un cambio en los instrumentos. Pero solo dura por unos compases, para que vuelva una secuencia de fusas, un silencio, unos acordes mantenidos se vuelven a tocar seguido de una secuencia de semicorcheas con fusas. Las secuencias compuestas de fusas, los acordes y el pedal mantenidos son recursos recurrentemente usados a lo largo de toda la pieza, como también los pequeños silencios luego de ciertas secuencias, lo que da una irregularidad única a la pieza.

### Fuga
La fuga tiene dos sujetos, uno largo y alegre que modula a través de varias tonalidades y un contrasujeto (re-sol-fa #-sol). La voz más aguda aparece como solista durante los primeros tres compases, en el mismo pentagrama aparece una segunda voz, la tercera voz aparece en el noveno compás (en el segundo pentagrama), mientras que el pedal hace una majestuosa entrada en el decimocuarto compás. Las primeras partes del pedal, se repiten en algunas partes de la fuga, pero en distintos tonos.